# Accursius
Accursius (1182 körül – 1263) itáliai jogász. Főműve a Glossa Ordinaria, ami a római jog Justinianus által kodifikált változatának, a Corpus Iuris Civilisnek a kommentárja.

## Élete

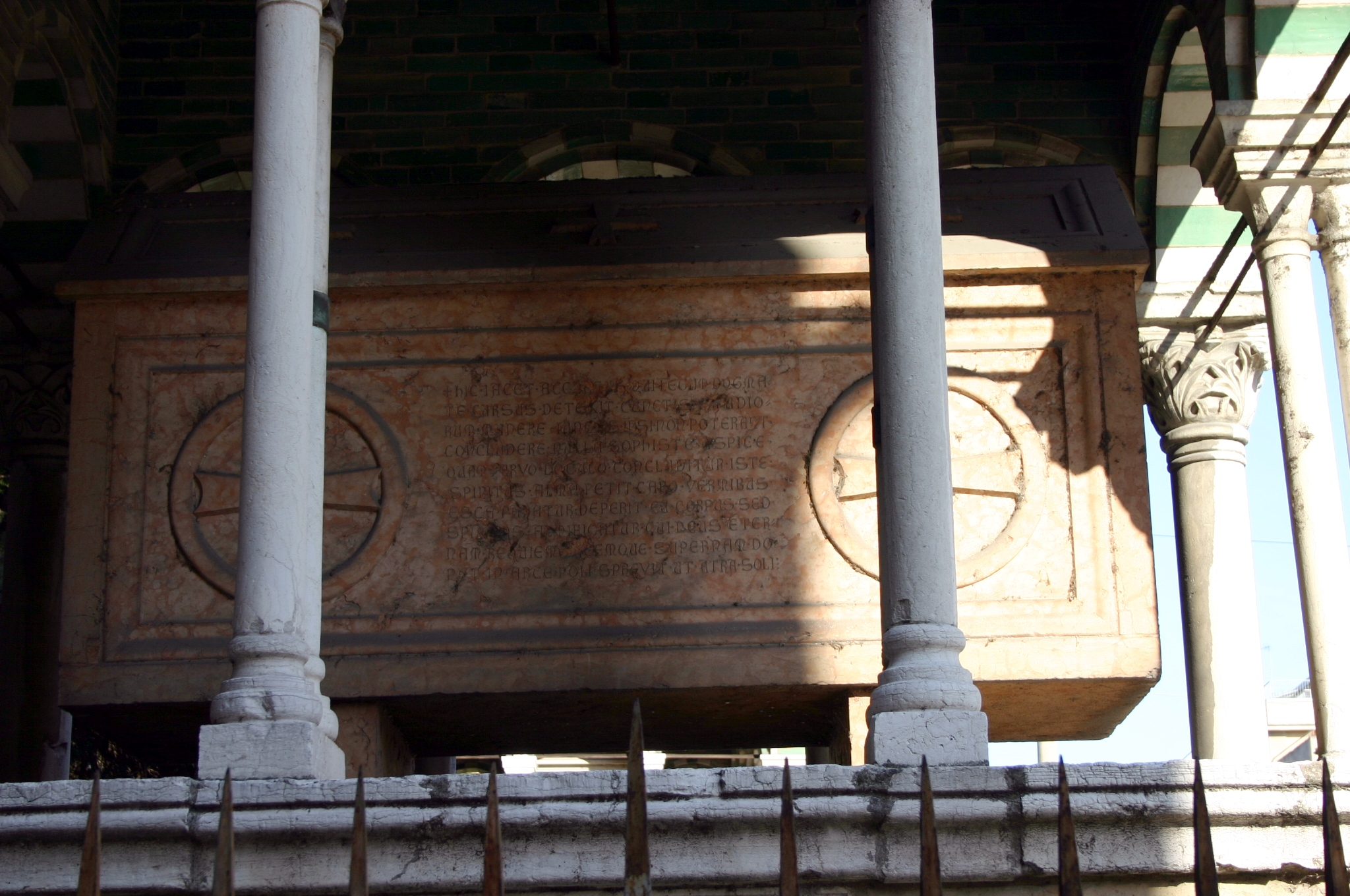
Accursius és Franciscus Accursius (1225–1293) sírja, Bologna, Olaszország.

Firenze környékén született, időnként maga is Florentinusnak, azaz firenzeinek mondja magát. Bolognában, 37 éves korában kezdett el jogot tanulni Azo és Jacobus Balduini tanítványaként. 1213 és 1259 között maga is jogot tanított. A legenda szerint egy másik jogtudós, Odofredus is megírni készült a maga rendszerező glosszáját - mikor Accursius ezt meghallotta betegnek tettette magát, hogy ezzel kijátssza Odofredust, aki így azt hihette, hogy vetélytársa betegsége miatt van még ideje a maga művén dolgozni. Accursius azonban a betegség leple alatt bezárkózott a szobájába és éjt nappallá téve dolgozott és ezzel elnyerte az elsőbbséget. A legenda valószínűleg nem igaz, viszont fényt vet Accursius hiúságára és csalárdságára. Dante a Pokolban helyezi el: "Tudd meg egyszóval, e sok ronda lélek papféle volt, mind nagyhirű tudósok: és mindnek egy a bűne: ronda élet. Itt búsul Prisciánus, s véle jó sok; itt Francesco d'Accorso;" (Dante, Pokol, XV. ének - Babits Mihály fordítása).
Négy gyermeke közül hárman (Franciscus Accursii [1225–1293]; Cervottus Accursii [1240–1287];  Wilhelmus Accursii [1246–1314]) maguk is jogtudósok lettek.

## A Glossa Ordinaria

### A glosszák
A iustinianusi kodifikáció nyomán megszülető magánjogi joganyag, a Corpus iuris civilis az idő múltával érthetetlenné vált a gyakorló jogászok számára. Részben a latin nyelv fejlődése, részben az életviszonyok megváltozása, részben a leírt jogintézmények ismeretlen volta miatt a iustinianusi joganyag felhasználói, középkori magyarázói magyarázó szócikkeket azaz glosszákat voltak kénytelenek írni a római jogot tartalmazó kódexekbe. A glosszált római jogot a kánonjoggal és a hűbéri joggal együtt ius commune névvel illették a középkorban.  A XIII. századra ezek a glosszák áttekinthetetlen terjedelműekké és helyenként önellentmondóakká váltak, emiatt szükségessé vált rendszerezésük. Ezt a rendszerező munkát végezte el Accursius a Glossa Ordinariaban, melyet mesterglosszának, vezetőglosszának, azaz Glossa Magistralisnak is neveztek. Accursius Glosszája, azaz végső soron törvénymagyarázata maga is törvényerőre emelkedett, semmissé téve a korábbi glosszákban foglalt értelmezéseket.

### Felépítése
A Glossa Ordinaria kb. 96 ezer szócikket, azaz glosszát tartalmaz, a glosszák két oszlopban a iustinianusi joganyag szövege körül helyezkednek el, és az ábécé egy betűjével kapcsolódnak a glosszált szóhoz. A Glossa Ordinaria 6 kötetre oszlik - nyomtatásban elsőként 1468-ban adták ki.

### Hatása
"Accursius glosszájának tekintélye egész Európában egyedülálló. A Corpus Iuris Civilis szövegét mindig a glosszával együtt olvasták, így szinte törvényerőt nyert. Már Accursius életében is felhasználták a bíróság előtt, ahogyan azt egy 1258-ból fennmaradt példa is mutatja. A középkor folyamán tekintélye tovább nőtt, 1393-ban Milánó városának statútumai sorolták fel Accursius művét a jogforrások között." Kimutatható hatást gyakorolt a francia, angol és hispániai joggyakorlatra. Nagy tekintélynek örvendett a német nyelvterületen is, ahol az 1495-ös Német-római birodalmi bírósági rendtartás (Reichskammergerichtsordnung) szerint: "Quod agnoscit glossa, agnoscit curia; quod non agnoscit glossa, non agnoscit curia" - Azaz: amit a glossza elfogad, azt a bíróság is elfogadja. Amit a glossza nem fogad el, azt a bíróság sem fogadja el."
Magyarország vonatkozásában fennmaradt egy feljegyzés, hogy a Bolognában tanuló Antal mester 1265-ben a Glossa Ordinaria egy példányát hozta el magával. A Budapesti Egyetemi Könyvtárban jelenleg 4 db, Accursiustól származó töredék, fragmentum található. Bónis Péter megállapítása szerint " "1265-ben pedig  egy  másik  bolognai  magyar,  Bartholomaeus  de Ungaria  vásárolta  meg  Bolognában  42  forintért  és  10  bolognai  solidusért  a Codex glosszált példányát. 1269-ben Dionisius de Ungaria kalocsai olvasókanonok értékesítette Paulus de Ungaria diáktársával együtt a Digestum novum és az Infortiatum.  Accursius  apparátusával  ellátott  példányát.  1268-ban  Michael  de Ungaria,  zágrábi  kanonok  másoltatta  le  Bolognában  Accursius  teljes Codex-apparátusát.  Egy  másik  bolognai  magyar diák  ugyanekkor  szintén  vásárolt  egy Codex- apparátust,  de  kérdéses,  hogy  Accursius  apparátusáról  van-e  szó.  1269-ben  Urbanus  de  Ungaria  is  vásárolt  egy  apparátust,  de  itt  is kérdéses,  hogy Accursius apparátusáról van-e szó."
Természetesen a glosszátorok, a törvénymagyarázók tevékenysége nem állt meg a Glossa Ordinariánál. Ezt a művet és rajta keresztül a Corpus Iuris Civilist is hamarosan ismét elkezdték magyarázni. Az újabb magyarázókat posztglosszátoroknak, vagy kommentátoroknak nevezik.
Az idők folyamán Accursius hatása és elismertsége csökkenni kezdett. Rabelais más arról ír a Pantagruel és Garganuta című művében, hogy a Pandecták gyönyörűek, de Accursius glosszája bemocskolta a római jog díszköntösét.

## További művei
Legjelentősebb műve a Glossa Ordinaria, ezen kívül csak kevés művet hagyott hátra, ezekhez való hozzájárulásának mértéke is felettébb vitatott. Nevéhez kapcsolják a Libri Feudorum, a középkori hűbéri jogot összefoglaló törvénygyűjtemény végső változatát, melyet redactio accursianának is neveznek. Átdolgozta Johannes Basianus és Azo műveit, melyet együttesen Summa Authenticorum címen adtak ki. Kérdéses a hozzájárulása a Summa feudorum című joggyűjteményhez.

## A Glossa Ordinaria felépítése
- https://archive.org/details/OEXV463